# FC Cincinnati
FC Cincinnati är en professionell fotbollsklubb baserad i Cincinnati, Ohio, USA som spelar i Major League Soccer (MLS). Hemmamatcherna spelas på TQL Stadium.

## Säsonger
| Major League Soccer | Major League Soccer | Major League Soccer | Major League Soccer | US Open Cup | US Open Cup  | Champions League | Champions League |
| Säsong              | Konferens           | Placering           | Slutspel            | Säsong      | Resultat     | Säsong           | Resultat         |
| ------------------- | ------------------- | ------------------- | ------------------- | ----------- | ------------ | ---------------- | ---------------- |
| 2019                | Eastern             | 12:a (av 12)        | Ej kvalificerad     | 2019        | 5:e omgången | 2019             | Ej kvalificerad  |

## Truppen
Uppdaterad trupp: 2024-09-21
| Nr | Land      | Pos | Namn                |
| -- | --------- | --- | ------------------- |
| 1  | USA       | MV  | Alec Kann           |
| 2  | Jamaica   | F   | Alvas Powell        |
| 4  | USA       | F   | Nick Hagglund       |
| 5  | Nigeria   | MF  | Obinna Nwobodo      |
| 6  | Nigeria   | F   | Chidozie Awaziem    |
| 7  | Japan     | A   | Yuya Kubo           |
| 9  | USA       | A   | Nicholas Gioacchini |
| 10 | Argentina | MF  | Luciano Acosta      |
| 11 | USA       | A   | Corey Baird         |
| 12 | USA       | F   | Miles Robinson      |
| 14 | USA       | F   | Kipp Keller         |
| 15 | USA       | F   | Bret Halsey         |
| 17 | Brasilien | A   | Sergio Santos       |
| 18 | USA       | MV  | Roman Celentano     |
| 19 | Venezuela | A   | Kevin Kelsy         |

| Nr | Land      | Pos | Namn               |
| -- | --------- | --- | ------------------ |
| 20 | Tjeckien  | MF  | Pavel Bucha        |
| 21 | USA       | F   | Matt Miazga        |
| 22 | USA       | MF  | Gerardo Valenzuela |
| 23 | Argentina | A   | Luca Orellano      |
| 25 | USA       | MV  | Paul Walters       |
| 26 | USA       | MF  | Malik Pinto        |
| 27 | Argentina | MF  | Yamil Asad         |
| 32 | USA       | F   | Ian Murphy         |
| 33 | USA       | F   | Isaiah Foster      |
| 34 | USA       | F   | London Aghedo      |
| 35 | USA       | A   | Kenji Mboma Dem    |
| 36 | USA       | MV  | Evan Louro         |
| 37 | Mexiko    | MF  | Stiven Jimenez     |
| 41 | USA       | MF  | Nico Benalcázar    |
| 91 | USA       | F   | DeAndre Yedlin     |

### Utlånade spelare
| Nr | Land    | Pos | Namn                                                    |
| -- | ------- | --- | ------------------------------------------------------- |
| 3  | USA     | F   | Joey Akpunonu (i Huntsville City till 30 november 2024) |
| 8  | Ecuador | MF  | Marco Angulo (i LDU Quito till 31 december 2024)        |

| Nr | Land      | Pos | Namn                                                       |
| -- | --------- | --- | ---------------------------------------------------------- |
| 29 | Guatemala | A   | Arquimides Ordonez (i Östersunds FK till 31 december 2024) |
| 31 | Argentina | MF  | Álvaro Barreal (i Cruzeiro till 31 december 2024)          |